# آبشار شورشورنه
آبشار شورشورنه در ۱۰ کیلومتری شهرستان نمین در روستای عنبران در ۳۰ کیلومتری شهرستان اردبیل واقع گردیده است. در حاشیه این آبشار منطقه‌ای بنام، ایران رود (اینه رود)، منطقه‌ای سرسبز با کوه‌های بلند و درختان میوه را سبب گردیده است که در نوار مرزی ایران و جمهوری آذربایجان واقع شده است.